# Утвин
Утвин (рум. Utvin) насеље је у Румунији у округу Тимиш у општини Санмихају Роман. Oпштина се налази на надморској висини од 84 m.

## Прошлост
По "Румунској енциклопедији" место се први пут помиње 1338. године. Године 1546. власник села је постао румунски великаш Јанко де Хунеодора. Из турског тефтера из 1554. године види се да је то велико село са 170 кућа. Стара црква брвнара направљена је 1714. године, али је изгорела током пожара 1760. године. Нова православна црква од чврстог материјала никла је већ 1766. године.
Утвин је 1764. године православна парохија Темишварског протопрезвирата. Године 1774. аустријски царски ревизор Ерлер је констатовао у свом извештају да је то место у Барачком округу, Темишварског дистрикта. Становници су претежно Власи. Када је 1797. године пописан православни клир ту су била три свештеника. Пароси, поп Стојан Доменесковић (рукоп. 1755), поп Илија Станковић (1780) и поп Трифун Поповић (1790) говоре само румунским језиком.

## Становништво
Према подацима из 2013. године у насељу је живело 1672 становника.

### Попис2002.
| Расподела становништва по националности 2002.‍ | Расподела становништва по националности 2002.‍ | Расподела становништва по националности 2002.‍ | Расподела становништва по националности 2002.‍ | Расподела становништва по националности 2002.‍ |
| --------------------------------------------- | --------------------------------------------- | --------------------------------------------- | --------------------------------------------- | --------------------------------------------- |
|                                               |                                               |                                               |                                               |                                               |
| Румуни                                        | Румуни                                        |                                               | 1.777                                         | 95,1%                                         |
| Мађари                                        | Мађари                                        |                                               | 44                                            | 2,4%                                          |
| Роми                                          | Роми                                          |                                               | 30                                            | 1,6%                                          |
| Немци                                         | Немци                                         |                                               | 10                                            | 0,5%                                          |
| Словаци                                       | Словаци                                       |                                               | 8                                             | 0,4%                                          |